# Avril 1825

## Événements
- Début avril, France : Honoré de Balzac fonde une imprimerie où il va publier les œuvres complètes de Molière.

- 15 avril : troisième siège de Missolonghi.
- 17 avril : la France reconnaît l’indépendance de Saint-Domingue. Les opposants d’extrême droite se déchaînent contre la proposition de Villèle qui accorde, selon eux, une prime à l’insurrection à des esclaves révoltés, assassins et spoliateurs de Français.
- 20 avril, France : loi sur le sacrilège : elle condamne à mort les profanateurs d’objets consacrés.
- 28 avril, France : loi sur l'indemnisation des Émigrés d'un montant d'un milliard.

## Naissances
- 4 avril : Heinrich Hasselhorst,  peintre et dessinateur allemand († 7 août 1904).

## Décès
- 8 avril : François Boher, peintre français (° 12 mars 1769).
- 10 avril : Paul-Louis Courier, helléniste et pamphlétaire français (° 1773).
- 15 avril : François-Antoine-Henri Descroizilles (né en 1751), chimiste français.
- 16 avril : Heinrich Füssli, peintre et critique d'art britannique d'origine suisse.
- 19 avril :
  - Joseph Hubert (né en 1747), scientifique, savant, botaniste et naturaliste réunionnais.
  - Marc-Auguste Pictet (né en 1752), astronome suisse.
- 21 avril : Johann Friedrich Pfaff (né en 1765), mathématicien allemand.